# Екипи на Ботев Пловдив
Основните цветове на екипите на Ботев Пловдив са жълто и черно.

## Екипи 1990 – 1999

### Сезон 1990/1991
През сезон 1990/1991 се използват екипи с марка Puma и ABM. През есенния полусезон се използва екипът Puma от предходния сезон (жълт с жълто-черни шахматни ръкави) без официален спонсор. Фланелките имат вариант с дълъг и къс ръкав. През втория полусезон се използват екипи ABM (жълти с черни ръкави) и спонсор DINPAM. Фланелките имат вариант с дълъг и къс ръкав.
|                 | Екипировка |
| ABM             |            |
| Основен спонсор |            |
| DINPAM          |            |

### Сезон 1991/1992
През сезон 1991/1992 се използват екипи с марка ABM. Официален спонсор е DINPAM. Основните екипи са златисто жълти с черен надпис на спонсора DINPAM. Има варианти на фланелките без яка, с черна или жълта яка, както и варианти с дълъг и къс ръкав. Използвани са два резервни екипа. Първият е бял с черна яка и черен надпис на спонсора DINPAM. Ръкавите имат жълта и черна лента, фланелките се срещат във вариант с дълъг и къс ръкав. Вторият резервен екип черен с жълта яка и жълт надпис на спонсора DINPAM. Има вариант с дълъг и къс ръкав, както и вариант без и с логого на ABM над надписа DINPAM.
В някои контролни мачове например турнир Малък Сечко в Хасково се използват екипите ABM от предишния сезон.
|                 |  |  | Екипировка |
| ABM             |  |  |            |
| Основен спонсор |  |  |            |
| DINPAM          |  |  |            |

### Сезон 1992/1993
През сезон 1992/1993 се използват екипи с марка ABM и Diadora. През есенния полусезон се използват екипите ABM от предходния сезон с нов спонсор STAD поставен върху предишния DINPAM. През втория полусезон се използват шахматни жълто-черни екипи Diadora и спонсор Fincomm във вариант с дълъг и къс ръкав.
|                 | Екипировка |
| Diadora         |            |
| Основен спонсор |            |
| Fincomm         |            |

### Сезон 1993/1994
През сезон 1993/1994 се използват шахматни екипи с марка Diadora. Официален спонсор е STAD. Логото STAD е голямо на бял фон. В евротурнирите през есента на 1993 се използва разновидност с малко лого STAD на жълт фон. Тези фланелки имат вариант с къс и дълъг ръкав. В някои шампионатни мачове от есенния полусезон се използват екипите ABM от предходния сезон и спонсор STAD (напр. Шумен-Ботев 2:0 20.4.1994).
|                 |  | Екипировка |
| Diadora         |  |            |
| Основен спонсор |  |            |
| STAD            |  |            |

### Сезон 1994/1995
През сезон 1994/1995 се използват екипи с марка Diadora. Официален спонсор е STAD. Титулярният екип е жълто-черно райе с избеляващ фон на гърдите и лого STAD. Има разновидност с дълъг и къс ръкав. Има два резервни екипа. Първият е червено-бяло райе с избеляващ фон на гърдите и лого STAD. То е единствено във вариант с къс ръкав. Вторият екип представлява жълта фланелка с лого STAD и голяма емблема Diadora на раменете. С такъв екип отборът играе финал за Купата на България през 1995 г. Има фланелки от този модел с къс и дълъг ръкав.
|                 |  |  | Екипировка |
| Diadora         |  |  |            |
| Основен спонсор |  |  |            |
| STAD            |  |  |            |

### Сезон 1995/1996
През сезон 1995/1996 се използват екипи с марка Puma. Официален спонсор няма. Титулярният екип е жълта шевица с еблемата на Puma и бял кант от гърдите до раменете. Резервният екип е бял с жълто-черни ръкави. И двата екипа са във вариант с къс и дълъг ръкав. В мача със Севиля от евротурнирите през есента на 1995 се използва жълто-черното райе STAD от предишния сезон.
|                 |  | Екипировка |
| Пума            |  |            |
| Основен спонсор |  |            |
|                 |  |            |

### Сезон 1996/1997
През сезон 1996/1997 се използват екипи с марка Puma. Официален спонсор няма. Екипите са същите като предишния сезон.
|                 |  | Екипировка |
| Пума            |  |            |
| Основен спонсор |  |            |
|                 |  |            |

### Сезон 1997/1998
През сезон 1997/1998 се използват екипи с марка Puma. Официален спонсор няма. Екипите са жълти с черен кант и черна яка, с лента от логото на Puma на ръкавите. Фланелките имат вариант с къс и дълъг ръкав.
Резервният екип е същият, но с разменени цветове-черна фланелка с жълта лента от логото на Puma на ръкавите. Този екип е във вариант с дълъг ръкав.
|                 | Екипировка |
| Пума            |            |
| Основен спонсор |            |
|                 |            |

### Сезон 1998/1999
През сезон 1998/1999 се използват екипи с марка Puma. Официален спонсор няма. Екипите са същите като предишния сезон.
В турнира за купата на България се използва жълт екип Puma с черно-бял кант от дясната страна. Среща се във вариант с дълъг и къс ръкав.
|                 |  | Екипировка |
| Пума            |  |            |
| Основен спонсор |  |            |
|                 |  |            |

### Сезон 1999/2000
През сезон 1999/2000 се използват екипи с марка Puma и Diadora. Официален спонсор e Витоша. В първите кръгове на шампионата се използва екипът Puma от предишния сезон с лого на застрахователна компания Витоша. След няколко кръга екипировката е заменена с Diadora, отново със същия спонсор. Фланелката Diadora е жълто-черно райе с жълта яка и жълт кант на ръкавите с логото на Diadora. Резерният екип е бял със зелени ръкави и спонсорксото лого на гърдите. И двата екипа имат вариант с къс и дълъг ръкав.
|                 |  |  | Екипировка |
| Пума            |  |  |            |
| Основен спонсор |  |  |            |
|                 |  |  |            |

## Екипи 2000 – 2009

### Сезон 2000/2001
През сезон 2000/2001 се използват екипи с марка Тенев Спорт и Diadora. Официален спонсор e Витоша. През първия полусезон се използа титулярен екип Тенев Спорт с жълто-черно райе и спонсорско лого на гърдите. Резервният екип е бял Diadora от предишния сезон. През втория полусезон се връщат екипите Diadora от сезон 1999/2000.

### Сезон 2001/2002
През сезон 2001/2002 се използват екипи с марка xxx

### Сезон 2002/2003
През сезон 2002/2003 се използват екипи с марка xxx

### Сезон 2003/2004
През сезон 2003/2004 се използват екипи с марка xxx

### Сезон 2004/2005
През сезон 2004/2005 се използват екипи с марка xxx

### Сезон 2005/2006
През сезон 2005/2006 се използват екипи с марка xxx

### Сезон 2006/2007
През сезон 2006/2007 се използват екипи с марка xxx

### Сезон 2007/2008
През сезон 2007/2008 се използват екипи с марка xxx

### Сезон 2008/2009
През сезон 2008/2009 се използват екипи с марка Diadora. Официален спонсор е КЦМ 2000. Tитулярният екип е жълта фланелка с черен кант около врата и малки черно-бели правоъгълни елементи над надписа Diadora и на ръкавите. Екипът е същият като предшни сезони и е само във вариант с къс ръкав. В хода на сезона се използват и други екипи. Например в дербито с Локомотив Пловдив на 28.11.2008 отборът играе с жълти фланелки Diadora без яка и с тънки черни лайстни около раменете и яката (отново със спонсор КЦМ).

### Сезон 2009/2010
През сезон 2009/2010 се използват екипи с марка Diadora и Errea. Официален спонсор няма. В началоното на първия полусезон се използа титулярен екип Diadora с едро жълто-черно райе. Този екип е използван преди в подготовката за сезон 2007/2008. Среща се във вариант с дълъг и къс ръкав. В хода на полусезона екипите се сменят с Errea – жълти с черно-бял фрагмент на гърдите и лявата странична част. Този екип е само с къс ръкав.
Ботев е изваден от А група през втория полусезон.

## Екипи 2010 – 2019

### Сезон 2010/2011
През сезон 2010/2011 се използват екипи с марка Errea. Официален спонсор няма.
Титулярен екип е в жълто и черно райе.
Резервен екип е черен с жълт кръст на лицевата страна и е използван в няколко двубоя през сезона.
|                 |  | Екипировка |
| Errea           |  |            |
| Основен спонсор |  |            |
| няма            |  |            |

### Сезон 2011/2012
През сезон 2011/2012 се използват екипи с марка Errea. Официален спонсор е ТЦ ИМЕ.
Титулярен екип е в жълто и черно райе с надпис на лицевата страна IUYEI.
Резервен екип е виненочервен и е използван в двубоя с „Добруджа“ (13.08.2011).
|                 |  | Екипировка |
| Errea           |  |            |
| Основен спонсор |  |            |
| ТЦ ИМЕ          |  |            |

### Сезон 2012/2013
През сезон 2012/2013 се използват екипи с марка Adidas. Официален спонсор е КТБ АД.
Титулярен екип е в жълто с черно райе на ръкава с надпис на лицевата страна КТБ АД.
В приятелски мачове са използвани два резервни екипа. Първият е бяло синьо райе с надпис на лицевата страна КТБ АД и е използван в двубоя с „Миньор“ (13.05.2013 2:0 за „Ботев“). Вторият е жълто и черно райе, използван в благотворителен двубой със „Сливен“ (08.09.2012 4:0 за „Ботев“).
|                 |  |  | Екипировка |
| Adidas          |  |  |            |
| Основен спонсор |  |  |            |
| КТБ АД          |  |  |            |

### Сезон 2013/2014
През сезон 2013/2014 се използват екипи с марка Uhlsport. Официален спонсор е КТБ АД.
Титулярен екип е в жълто и черно райе с надпис на лицевата страна КТБ АД.
В Лига Европа са използвани два резервни екипа. Първият е изцяло виненочервен с надпис на лицевата страна КТБ АД и е използван в двубоя с „Астана“ (04.07.2013 1:0 за „Ботев“). Вторият е жълт с черни ленти около ръкавите и надпис на лицевата страна КТБ АД, използван в двубоя с „Щутгарт“ (08.08.2013 0:0).
|                 |  |  | Екипировка |
| Uhlsport        |  |  |            |
| Основен спонсор |  |  |            |
| КТБ АД          |  |  |            |

### Сезон 2014/2015
През сезон 2014/2015 се използват екипи с марка Uhlsport. В началото на сезона официален спонсор на лицевата страна и КТБ АД и на гърба под номера е vivacom. След фалит на КТБ АД, лицевата страна е прорменена и остава без спонсорско лого.
Титулярен екип е в жълто и черно райе.
В Лига Европа са използвани два резервни екипа. Първият е изцяло жълт с надпис на лицевата страна КТБ АД и е използван в двубоя с „Либертас“ (10.07.2014 2:0 за „Ботев“). Вторият е светло синьо и бяло райе и е използван в двубоя със „Санкт Пьолтен“ (24.07.2014 0:2 загуба).
|                 |  |  | Екипировка |
| Uhlsport        |  |  |            |
| Основен спонсор |  |  |            |
| КТБ АД          |  |  |            |

### Сезон 2015/2016
През сезон 2015/2016 се използват екипи с марка Uhlsport. Екипът е без официален спонсор на лицевата страна. По-късно през сезона efbet става спонсор и надписа на гърба FC BOTEV над номера е заменен с efbet.
Титулярен екип е в жълто и черно райе.
Резервен екип не е използван.
|                 | Екипировка |
| Uhlsport        |            |
| Основен спонсор |            |
| няма            |            |

### Сезон 2016/2017
През сезон 2016/2017 се използват екипи с марка Joma. Официален спонсор е efbet.
Титулярен екип е в жълто с черни ленти под ръкавите.
Резервен екип не е използван.
|                 | Екипировка |
| Joma            |            |
| Основен спонсор |            |
| efbet           |            |

### Сезон 2017/2018
През сезон 2017/2018 се използват екипи с марка Uhlsport. Официален спонсор е efbet.
Титулярен екип е в жълто и черно райе. В началото на сезона надписът efbet е разположен директно, по-късно е добавен черен фон под надписа efbet.
Резервният екип е небесно син и е използван в двубоя с „Бейтар“ Йерусалим за Лига Европа (13.07.2017 резултат 1:1).
|                 |  |  | Екипировка |
| Uhlsport        |  |  |            |
| Основен спонсор |  |  |            |
| efbet           |  |  |            |

### Сезон 2018/2019
През сезон 2018/2019 се използват екипи с марка Uhlsport. Официален спонсор е WINBET. При представяне на екипа в началото на сезона спонсор е efbet. По-късно спонсорксото лого става Winbet с жълти букви, а след това цветът на Win е сменен и изписан с червено.
Титулярен екип е в жълто и черно.
Резервен екип не е използван.
|                 |  |  | Екипировка |
| Uhlsport        |  |  |            |
| Основен спонсор |  |  |            |
| WINBET          |  |  |            |

### Сезон 2019/2020
През сезон 2019/2020 се използват екипи с марка Uhlsport. Официален спонсор е WINBET.
Титулярен екип е в жълто с лика на легендата на клуба Динко Дерменджиев.
Резервният екип е винено червен и е използван в двубоя с „Миньор“ Перник за Купата на България (25.09.2019 резултат 2:1 за „Ботев“).
В контролните срещи през сезона отборът играе с екипите от предишния сезон.
|                 |  | Екипировка |
| Uhlsport        |  |            |
| Основен спонсор |  |            |
| WINBET          |  |            |